# Kqueue
kqueue (کوتاه‌شده عبارت Kernel Queue) یک رابط آگاه‌سازی از رویدادهاست که اولین بار در نسخه ۴٫۱ سیستم‌عامل فری‌بی‌اس‌دی معرفی شد و در سیستم‌عامل‌های اوپن‌بی‌اس‌دی، نت‌بی‌اس‌دی، دراگون‌فلی بی‌اس‌دی و مک اواس ده هم پشتیبانی می‌شود. kqueue خطوط ارتباطی ورودی و خروجی کارایی را بین هسته سیستم‌عامل و برنامه‌های موجود در فضای کاربری فراهم می‌کند. بدین‌گون که تغییر دادن فیلترهای رویدادی و همچنین دریافت کردن رویدادهای معلق با استفاده از تنها یک بار فراخوانی kevent()‎ در هر دور تکرار از حلقه رویداد، امکان‌پذیر است. این در تضاد با فراخوان‌های سیستمی مانند poll()‎ و select()‎ است که کارایی کمتری دارند، خصوصاً در حین سرکشی کردن بر روی تعداد زیادی از توصیف‌گرهای پرونده.
kqueue نه تنها رویدادهای مربوط به توصیف‌گرهای پرونده را اداره می‌کند، بلکه همچنین برای انواع مختلف آگاه‌سازی‌های دیگر از جمله نظاره کردن برای تغییر یافتن فایل‌ها، سیگنال‌ها، رویدادهای ورودی/خروجی ناهم‌گام، نظاره کردن تغییر وضعیت فرایند فرزند و تایمرها که از نانو ثانیه هم پشتیبانی می‌کند.
برخی از سیستم‌عامل‌های دیگر که تنها select()‎ poll()‎ را پشتیبانی می‌کنند هم در حال حاضر تعدادی راه حل جایگزین مشابه kqueue ارائه کرده‌اند که از جمله آنها می‌توان به epoll در لینوکس اشاره کرد. استفاده مستقیم از kquque می‌تواند باعث شود تا برنامه پورتابل بودن خود را از دست بدهد، چرا که بعضی از سیستم‌عامل‌ها از kqueue پشتیبانی نمی‌کنند. در عوض، می‌توان از رابط‌های آگاه‌سازی غیر وابسته به پلتفرم همانند libevent استفاده کرد، بدون اینکه تفاوت قابل ملاحظه‌ای در کارایی برنامه از دست برود.

## مثال
```
#include
 
<stdio.h>

#include
 
<stdlib.h>

#include
 
<string.h>

#include
 
<sys/types.h>

#include
 
<sys/socket.h>

#include
 
<netdb.h>

#include
 
<fcntl.h>

#include
 
<unistd.h>

#include
 
<sys/event.h>

#include
 
<sys/time.h>

#include
 
<errno.h>

void
 
die
(
const
 
char
*
);

int
 
main
(
int
 
argc
,
 
char
 
*
argv
[])

{

	
int
 
sockfd
,
 
nev
,
 
kq
;

	
struct
 
addrinfo
 
hints
,
 
*
res
,
 
*
res0
;

	
struct
 
kevent
 
change
[
2
],
 
event
[
2
];

	
ssize_t
 
nbytes
;

	
char
 
buf
[
BUFSIZ
];

	
const
 
char
 
*
cause
 
=
 
NULL
;

	
if
 
(
3
 
!=
 
argc
)

	
{

		
fprintf
(
stderr
,
 
"Usage: %s address port
\n
"
,
 
argv
[
0
]);

		
exit
(
EXIT_FAILURE
);

	
}

	
(
void
)
memset
(
&
hints
,
 
'\0'
,
 
sizeof
(
struct
 
addrinfo
));

	
hints
.
ai_family
 
=
 
AF_INET
;

	
hints
.
ai_socktype
 
=
 
SOCK_STREAM
;

	
if
 
(
-1
 
==
 
getaddrinfo
(
argv
[
1
],
 
argv
[
2
],
 
&
hints
,
 
&
res0
))

		
die
(
"getaddrinfo"
);

	
sockfd
 
=
 
-1
;

	
for
 
(
res
 
=
 
res0
;
 
res
;
 
res
 
=
 
res
->
ai_next
)

	
{

		
if
 
(
-1
 
==
 
(
sockfd
 
=
 
socket
(
res
->
ai_family
,
 
res
->
ai_socktype
,

		 
res
->
ai_protocol
)))

		
{

			
cause
 
=
 
"socket"
;

			
continue
;

		
}

		
if
 
(
-1
 
==
 
connect
(
sockfd
,
 
res
->
ai_addr
,
 
res
->
ai_addrlen
))

		
{

			
cause
 
=
 
"connect()"
;

			
close
(
sockfd
);

			
continue
;

		
}

		
break
;

	
}

	
if
 
(
-1
 
==
 
sockfd
)

		
die
(
cause
);

	
if
 
(
-1
 
==
 
fcntl
(
sockfd
,
 
F_SETFL
,
 
O_NONBLOCK
))

		
die
(
"fcntl1()"
);

	
if
 
(
-1
 
==
 
fcntl
(
STDIN_FILENO
,
 
F_SETFL
,
 
O_NONBLOCK
))

		
die
(
"fcntl()"
);

	
if
 
(
-1
 
==
 
(
kq
 
=
 
kqueue
()))

		
die
(
"kqueue()"
);

	
EV_SET
(
&
change
[
0
],
 
STDIN_FILENO
,
 
EVFILT_READ
,
 
EV_ADD
 
|
 
EV_ENABLE
,

	 
0
,
 
0
,
 
0
);

	
EV_SET
(
&
change
[
1
],
 
sockfd
,
 
EVFILT_READ
,
 
EV_ADD
 
|
 
EV_ENABLE
,

	 
0
,
 
0
,
 
0
);

	
for
 
(;;)

	
{

		
if
 
(
-1
 
==
 
(
nev
 
=
 
kevent
(
kq
,
 
change
,
 
2
,
 
event
,
 
2
,
 
NULL
)))

			
die
(
"kevent()"
);

		
for
 
(
int
 
i
 
=
 
0
;
 
i
 
<
 
nev
;
 
i
++
)

		
{

			
if
 
(
event
[
i
].
ident
 
==
 
STDIN_FILENO
)

			
{

				
fgets
(
buf
,
 
sizeof
(
buf
),
 
stdin
);

				
nbytes
 
=
 
send
(
sockfd
,
 
buf
,
 
strlen
(
buf
),
 
0
);

				
if
 
(
-1
 
==
 
nbytes
)

					
if
 
(
EWOULDBLOCK
 
!=
 
errno
)

						
die
(
"send()"
);

			
}

			
else

			
{

				
nbytes
 
=
 
recv
(
sockfd
,
 
buf
,
 
sizeof
(
buf
),
 
0
);

				
if
 
(
-1
 
==
 
nbytes
)

					
if
 
(
EWOULDBLOCK
 
!=
 
errno
)

						
die
(
"recv()"
);

				
buf
[
nbytes
]
 
=
 
'\0'
;

				
write
(
STDOUT_FILENO
,
 
buf
,
 
strlen
(
buf
));

			
}

		
}

	
}

	
return
 
0
;

}

void
 
die
(
const
 
char
 
*
str
)

{

	
perror
(
str
);

	
exit
(
EXIT_FAILURE
);

}

```